# Будникове (заказник)
Бу́дникове — орнітологічний заказник місцевого значення. Розташований у межах Зіньківського району Полтавської області, біля села Васьків, що на південний схід від смт Опішні.
Заснований рішенням Полтавської обласної ради від  23 березня 2005 року.
Площа природоохоронної території 51,5 га.
Охороняється типовий природний лучно-болотний комплекс у заплаві річки Мерли. Заказник є місцем гніздування водно-болотних птахів і служить стабілізатором водного режиму річки.